# سمان الغابة الفنزويلي
سمان الغابة الفنزويلي (الاسم العلمي: Odontophorus columbianus) (بالإنجليزية: Venezuelan Wood-quail)‏ هو نوع من الطيور يتبع جنس سمان الغابة من فصيلة سمان العالم الجديد.